# Riegenroth
Riegenroth település Németországban, Rajna-vidék-Pfalz tartományban. Lakosainak száma 248 fő (2023. december 31.).

## Népesség
A település népességének változása:
| Lakosok száma | 123  | 242  | 235  | 228  | 251  | 248  |
|               | 1975 | 2017 | 2019 | 2021 | 2022 | 2023 |